# Guerre assiro-elamiche
Le Guerre assiro-elamite furono una serie plurisecolare di conflitti tra il regno di Elam (nell'attuale Iran occidentale) e l'Impero neo-assiro protrattesi dal 911 a.C. al 609 a.C., cioè per tutta la durata convenzionalmente riconosciuta dell'Impero neo-assiro. Avviatasi come uno scontro tra due stati che si contendevano l'ingerenza sulla Bassa Mesopotamia (fond. il dominio sulla ricca città-stato di Babilonia), la contesa arrivò al suo punto di svolta quando le terre elamite furono devastate in modo irreparabile dal re assiro Assurbanipal nel 639 a.C..

## Contesto

Il Medioriente nel 800 a.C.:
- Impero neo-assiro (in blu);
- Urartu (in verde);
- Elam (in basso a dx), sotto le terre dei Medi.

Insieme all'alluvio mesopotamico, la regione storica della "Susiana" (dalla città di Susa), estensione sud-orientale del bassopiano mesopotamico, fu uno dei grandi centri della prima urbanizzazione: i suoi inizi sono documentati archeologicamente almeno dalla fine del IV millennio a.C. La storia dell'Elam (da Elamû, accadico per "abitante di Susa") fu condizionata dalla vicinanza con le civiltà mesopotamiche e rappresentò per millenni una fascia di mediazione e compromesso tra le tradizioni dell'altopiano iranico e quelle dell'alluvio mesopotamico.
L'apice della civiltà elamita fu raggiunto intorno al XII secolo a.C., con i re Šutruk-Nahhunte I e Shilkhak-In-Shushinak. Nel 1155 a.C., Šutruk-Nahhunte I intervenne in Mesopotamia vibrando il colpo di grazia ai Cassiti di Babilonia, già indeboliti dall'attacco degli Assiri di Assur-dan I (regno 1179-1134 a.C.). Tuttavia, pochi decenni più tardi, il regno elamita fu conquistato da Nabucodonosor I di Babilonia che lo governò per un ventennio (1127-1103 a.C.) dopo aver sconfitto inaspettatamente Khutelutush-In-Shushinak. Liberatisi del giogo babilonese dopo un lungo periodo oscuro, gli Elamiti (durante il c.d. "Regno neo-elamico") fecero a quel punto dell'ingerenza nella bassa Mesopotamia uno dei cardini della loro politica estera, entrando in conflitto con il da poco rinvigoritosi Impero Assiro che considerava ormai Babilonia una propria sfera di influenza.

## Le guerre assiro-elamite

### Primi scontri
Già nel X secolo a.C., Assiri ed Elamiti iniziarono a scontrarsi: il sovrano babilonese Mar-biti-apla-usur (regno 984-979 a.C.) era un elamita; il sovrano assiro Adad-nirari II (regno 911-891 a.C.) guidò l'armata imperiale in territorio elamita, occupando terre a nord del fiume Diyala; truppe elamite supportarono il babilonese Marduk-balassu-iqbi nella sua lotta contro l'assiro Shamshi-Adad V (regno 824-811 a.C.).
Gli Assiri non riuscirono (o non vollero) a focalizzare la loro attenzione sul problema elamita sino al VIII secolo a.C., contentandosi di combattere per il controllo di Babilonia a sud mentre nel nord fronteggiavano la minaccia del neonato regno armeno di Urartu, creato dal condottiero Nairi Arame al tempo di Salmanassar III (regno 859-824 a.C.)

### Campagne di Sargon II
Nel 721 a.C., il trono di Ninive passò, in circostanze ancora oggi non chiare, da Salmanassar V a Sargon II (regno 721-705 a.C.) che, intento a consolidare la sua posizione, permise (forse non ostacolò) al caldeo Marduk-apla-iddina II di prendere per sé il trono di Babilonia con l'appoggio degli Elamiti di Humban-nikaš I (regno 743-717 a.C.). L'anno dopo (720 a.C.), Sargon mosse contro Elam ma fu sconfitto presso la città sumera di Der dalle forze combinate di Humban-nikaš I e Marduk-apla-iddin. Pochi anni dopo (717 a.C.), Sargon tornò ad affrontare gli Elamiti presso il Tigri ed un'ultima volta nel 710 a.C., presso un fiume chiamato "Uknu", quando impegnò l'armata elamo-aramea di Šutruk-Nahhunte II (regno 716-699 a.C.) sconfiggendola affinché non s'intromettessero nella sua conquista di Babilonia a seguito della quale Marduk-apla-iddina II riparò in Elam.

### Campagne di Sennacherib
L'erede di Sargon, Sennacherib (regno 705-681 a.C.), affrontò in numerose iniziali scaramucce le truppe elamite di Hallušu (regno 698-693 a.C.), organizzando poi contro le coste nemiche una massiccia operazione anfibia nel 694 a.C., grazie al supporto dei fenici, razziò molte loro città e li sconfisse nella battaglia del fiume Diyala (693 a.C.). Per la maggior parte, queste battaglie furono sanguinose e inconcludenti (sfruttando le asperità della loro patria, gli elamiti si ritiravano sui monti davanti all'avanzata assira) ma dimostrarono il sostanziale fallimento degli Elamiti nell'estendere il loro potere oltre i confini della Mesopotamia: l'ingerenza degli elamiti di Humban-umena III (regno 692-689 a.C.) nella rivolta babilonese anti-assira del 691 a.C. ebbe come conseguenza la distruzione di Babilonia da parte di Sennacherib nel 689 a.C.
L'erede di Sennacherib, Esarhaddon (regno 681-669 a.C.), dovette sbarazzarsi una coalizione caldeo-elamita al comando di Nabu-zer-kitti-lišir che nel 681 a.C. assediò Ur priva però di supporti dal regno di Elam se, a quanto riportato, lo sconfitto Nabu-zer fuggì in patria ma "il re di Elam lo prese prigioniero e lo passò a fil di spada". La minaccia fu più concreta quando, Esarhaddon impegnato in vittoriose campagne contro Urartu e nel Levante, re Humban-haltaš II (regno 680-675 a.C.) conquistò l'importante centro babilonese di Sippar nel 675 a.C. ma l'improvvisa morte dell'Elamita giocò a favore del Sargonide che siglò una tregua con il nuovo re di Elam, Urtak (regno 674-664 a.C.), pacificando il confine meridionale.

### Campagne di Assurbanipal
Urtak di Elam perì dopo l'ennesimo fallito assalto ai danni di Babilonia nel 665 a.C.. Gli elamiti, ora al comando di Te-Umman (regno 664-653 a.C.) fallirono nuovamente il colpo su Babilonia nel 655 a.C. e nella successiva battaglia di Ulai (653 a.C.), nella Susiana, le forze di Assurbanipal (regno 668-627 a.C.) assalirono forti posizioni difensive elamite, respingendo il nemico e decapitandone il re.
Assurbanipal divise a quel punto il regno tra i figli di Urtak che si erano rifugiati in Assiria tempo prima: Humban-nikaš II fu fatto re di Susa e Madaktu, mentre suo fratello Tammaritu I fu intronato a Hidalu. Risolta la questione, l'Assiro dovette tornare in Mesopotamia per reprimere la guerra civile innescata dal proprio fratello Shamash-shum-ukin a Babilonia. Privi dell'ingombrante presenza di Assurbanipal, gli Elamiti s'infognarono in una guerra civile dalla quale uscì vittorioso, nel 648 a.C., Humban-haltaš III.
L'imperatore assiro non si era però dimenticato di Elam. Nel 646 a.C., Assurbanipal invase Elam e scacciò Humban-haltaš III da Madaktu, costringendolo a rifugiarsi tra le montagne orientali del paese. Dopo aver razziato brutalmente le maggiori città elamite ed avere assoggettato i vassalli di Elam (tra cui i Persiani di Ciro I, stanziati nella città elamita di Anshan, già alleati di Shamash-shum-ukin), il Sargonide rase al suolo Susa e, alcuni anni dopo (639 a.C.), gli Assiri spostarono il loro intero esercito da ovest per distruggere i loro nemici, in quello che sarebbe stato l'ultimo e più glorioso atto di punizione e conquista mai amministrato da Ninive. Assurbanipal documentò con orgoglio la vendetta amministrata agli Elamiti per le loro incursioni in Mesopotamia:
(Assurbanipal)
Il trionfo degli Assiri non fu però così totale. Humban-haltaš III si rinsediò a Madaktu dopo il ritiro di Assurbanipal (salvo poi essere deposto ed inviato prigioniero all'Assiro) e Šutruk-Nahhunte, figlio di Humban-umena III, è attestato come regnante ad Elam dopo il sacco di Susa. Il dato certo è che gli Assiri, dopo aver devastato il paese ed insediato qua e là dei governanti-fantoccio, si ritirarono dal territorio senza tentare d'integrarlo nell'Impero e cessarono di menzionare Elam nelle loro cronache.

## Conseguenze
Quella contro Elam, fu una delle lunghe e logoranti guerre perpetue che coinvolsero l'Impero neo-assiro, prosciugandone le risorse. Entro 34 anni dalla distruzione del nemico elamita, l'Assiria sarebbe scomparsa come entità politica indipendente sotto i colpi dell'Impero neo-babilonese e dei Medi. Elam, devastata dalla guerra e (apparentemente) dalla minuziosa campagna di devastazione di Assurbanipal, venne invece progressivamente popolato dai Persiani che andavano costruendo intorno a Anshan un loro regno.

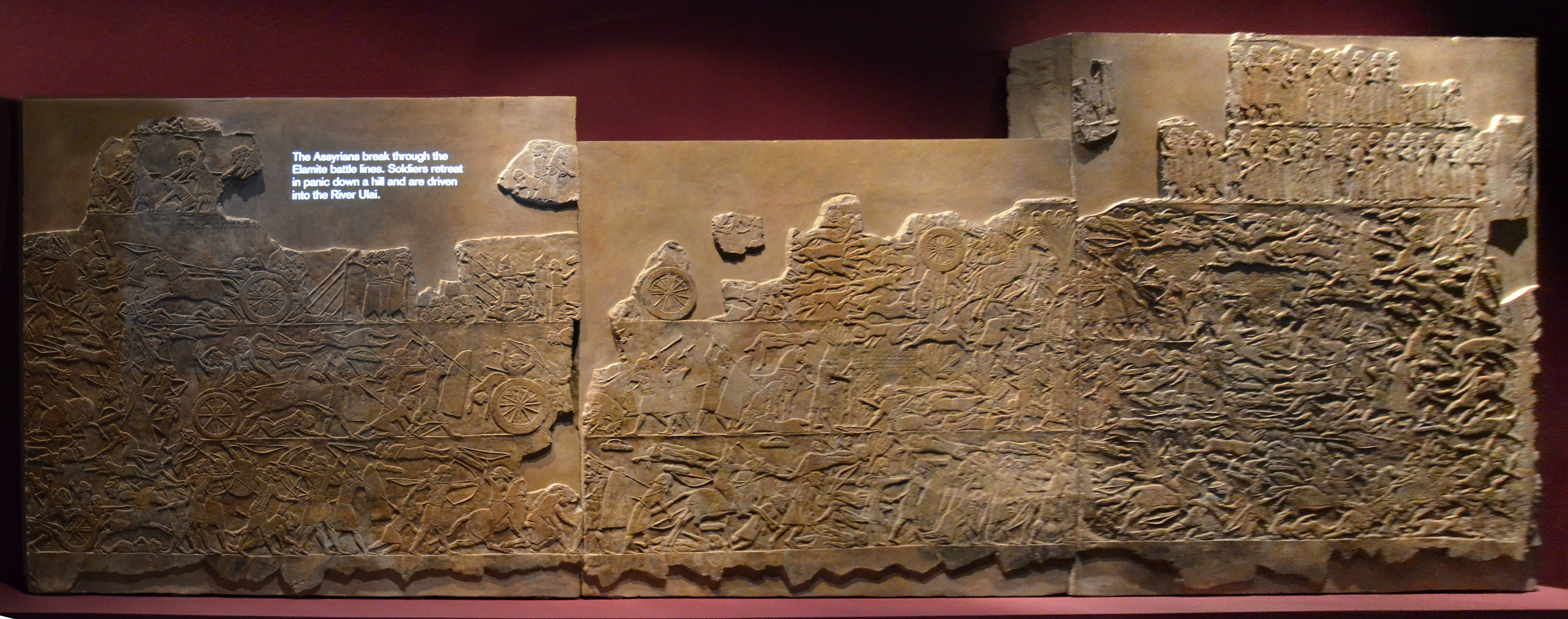
Rilievo della battaglia di Ulai, British Museum.

### Fonti
- Cronache babilonesi - ed. standard in (EN) Grayson AK, Assyrian and Babylonian Chronicles, 1975, ISBN 978-1-57506-049-1.
- Prisma di Sennacherib (ed. in Luckenbill)

### Studi
In italiano
- Mario Liverani, Antico Oriente: storia, società, economia, nuova ed., Bari-Roma, Laterza, 2009  [1988], ISBN 978-88-420-9041-0.
- Vincenzo Mistrini, Gli assiri : la prima superpotenza dell'Oriente Antico, Gorizia, LEG, 2022.

In altre lingue
- (FR) Aynard JM, Le prisme du Louvre AO 19.939, Parigi, 1957.
- (EN) Carter E e Stolper MW, Elam: Surveys of Political History and Archaeology, Los Angeles, University of California Press, 1984, ISBN 978-0-520-09950-0.
- (EN) Delaunay JA, AŠŠURBANIPAL, in Encyclopædia Iranica, 1982,  pp. 805–806.
- (EN) Grayson AK, Assyria: Sennacherib and Esarhaddon (704–669 BC), in The Cambridge Ancient History Volume 3 Part 2: The Assyrian and Babylonian Empires and Other States of the Near East, from the Eighth to the Sixth Centuries BC, Cambridge University Press, 1970, ISBN 978-3-11-103358-7.
- (EN) Roux G, Ancient Iraq, Londra, Penguin book, 1992, ISBN 978-0-14-012523-8.
- (DE) Streck M, Assurbanipal und die letzten assyrischen Könige bis zum Untergange Niniveh’s, Vorderasiatische Bibliothek 7, Leipzig, 1916.
- (EN) Vallat F, The history of Elam, in Encyclopædia Iranica, 1982,  pp. 301-313.
- (FR) Vallat F, Šutruk-Nahunte, Šutur-Nahunte et l’imbroglio néo-élamite, in Nouvelles assyriologiques brèves et utilitaires, 1995,  pp. 37-38.
- (EN) Van De Mieroop M, A History of the Ancient Near East, seconda edizione, Malden, MA, Blackwell Publishing, 2007, ISBN 978-1-4051-4911-2.